# Det okända
Det okända (en suec Els desconeguts) és una pel·lícula de terror sueca de 2000 dirigida per Michael Hjorth.

## Argument
Cinc biòlegs entren al desert per investigar un misteriós incendi forestal que hi va haver. Al cap d'uns dies comencen a passar coses estranyes.

## Repartiment
- Jacob Ericksson - Jacob
- Marcus Palm - Marcus
- Ann-Sofie Rase - Ann-Sofie
- No Sigvardsdotter - No
- Tomas Tivemark - Tomas

## Sobre la pel·lícula
La pel·lícula és una producció de baix pressupost amb una càmera de mà en moviment a l'estil de l'èxit estatunidenc The Blair Witch Project. El guió va ser escrit per Tomas Tivemark i Michael Hjorth. La pel·lícula es va rodar durant una setmana de treball intens, principalment al Parc Nacional de Tyresta. Per minimitzar els costos de transferència d'una cinta de vídeo normal a una pel·lícula de cinema de 35 mm, es va utilitzar una pantalla de projector sobre la qual es projectava la imatge, que al seu torn va ser filmada per una càmera de cinema real.